# B-52同溫層堡壘戰略轟炸機
B-52“同溫層堡壘”（英語：B-52 Stratofortress）是美國波音公司研發的八引擎遠程戰略轟炸機，用於替換B-36和平締造者轟炸機執行戰略轟炸任務。1948年提出設計方案，1952年第一架原型機首飛，1955年批量生產型開始交付使用，先後衍生了B-52A、B、C、D、E、F、G、H等8種型號，1962年停止生產，總共生產了744架。1990年代是B-52戰略轟炸機使用的鼎盛時期，有600多架B-52的各衍生型戰略轟炸機在美國戰略空軍服役，之後大多數早期型先被退役。

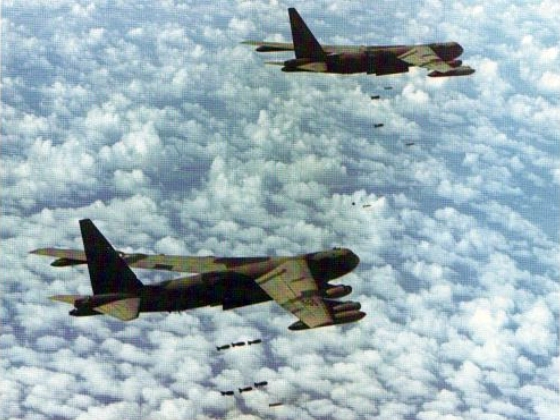
1970年，美國空軍的B-52D同溫層堡壘戰略轟炸機於柬埔寨上空執行代號菜單行動的轟炸任務

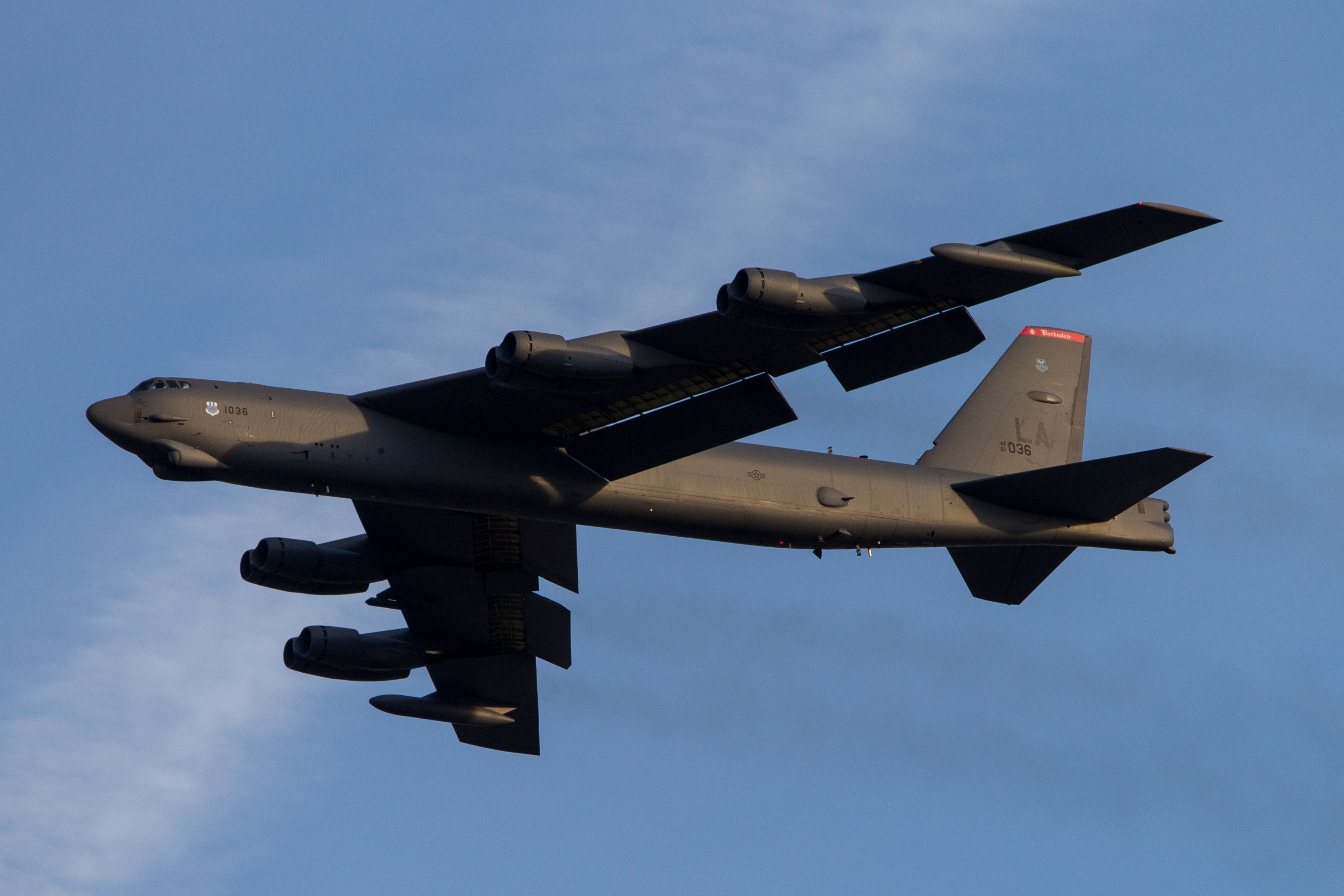
美國空軍一架編號為61-0036的B-52H同溫層堡壘戰略轟炸機於奧克拉荷馬州廷克空軍基地起飛

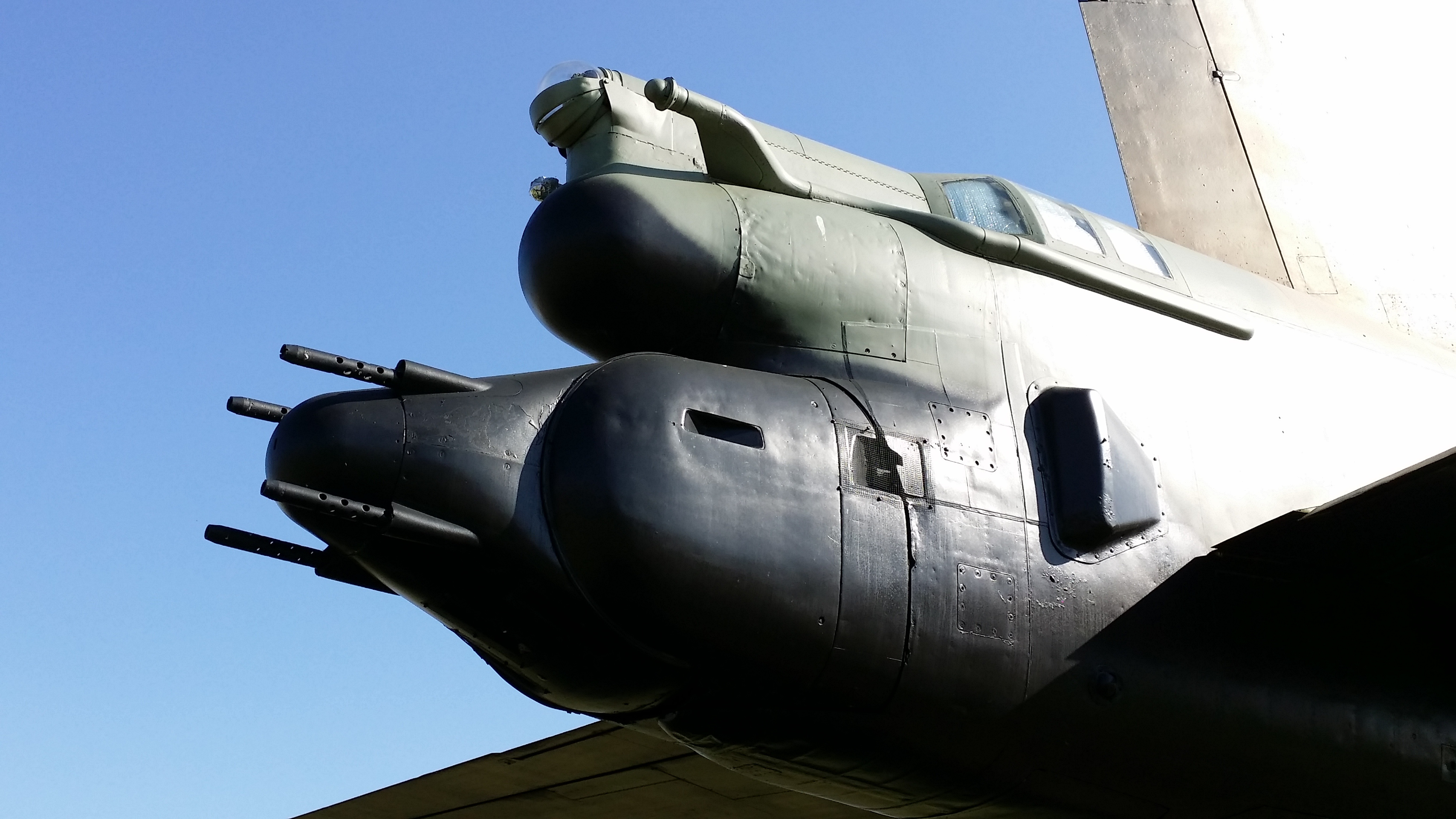
B-52A至B-52D同溫層堡壘戰略轟炸機的機尾裝有4挺12.7毫米AN/M2重機槍，後從E型開始全改裝1門20毫米M61A1火神式機砲

美國空軍現在預算讓B-52一直服役至2050年，屆時其服役時間將高達90年。由于B-52是具有發射巡弋飛彈能力的美國戰略轟炸機中，維護和使用費用最低之機種，因此美軍選擇讓B-52繼續服役。

## 發展歷程

### 研发计划与设计方案

#### 早期策划与招标
美国战后的重型战略轰炸机开发计划最早可以追溯至1945年6月，当时二战尚未结束，日本还在太平洋极力抵抗盟军的步步进迫。當时航空装备司令部（AMC）接到美国陆軍航空軍（USAAF）的指示，著手策劃新一代戰略轰炸机的研究與開發。

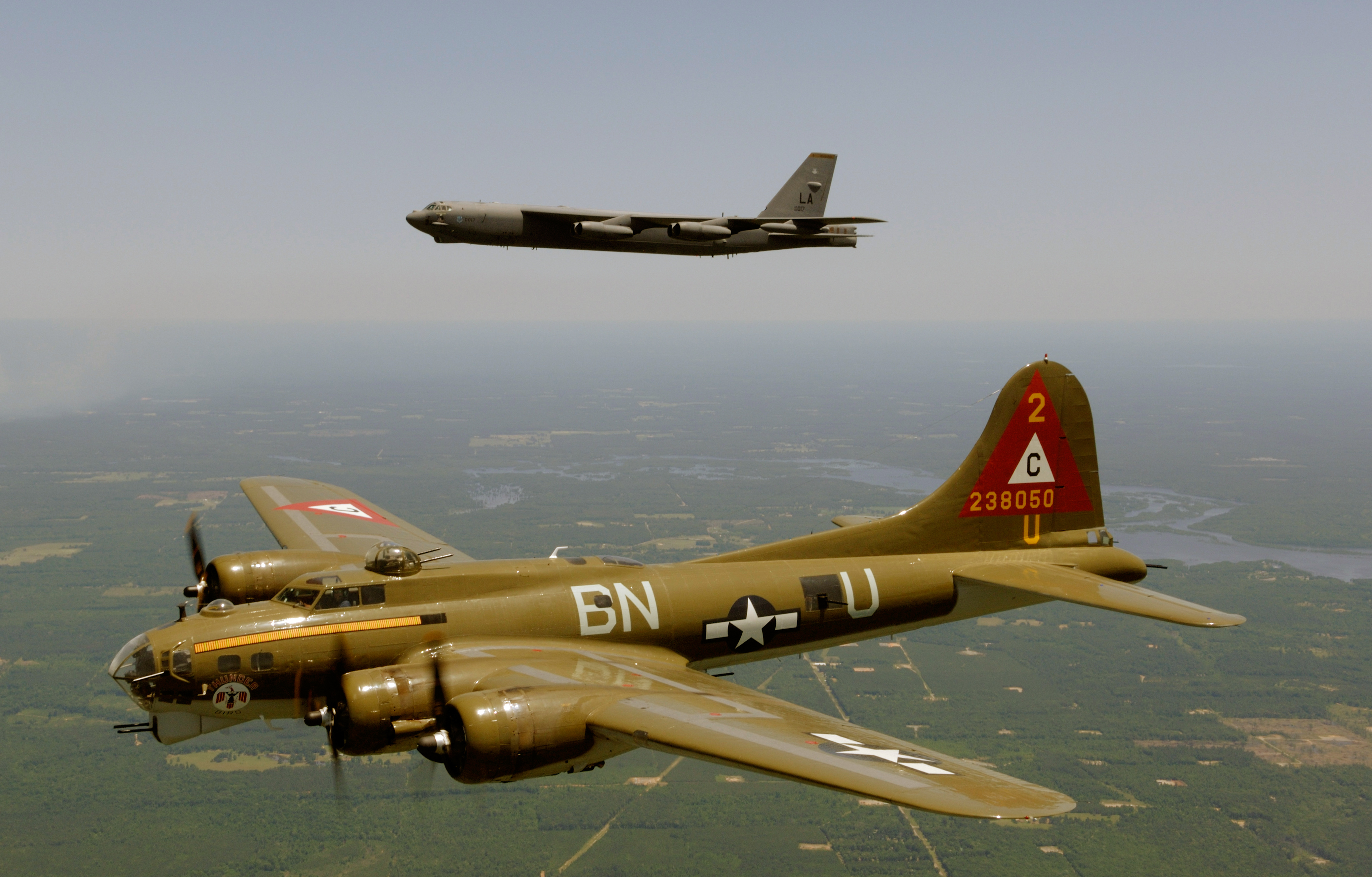
2006年一次紀念性飛行中，一架B-17空中堡壘（前）伴隨一架B-52同溫層堡壘（後）並肩飛行

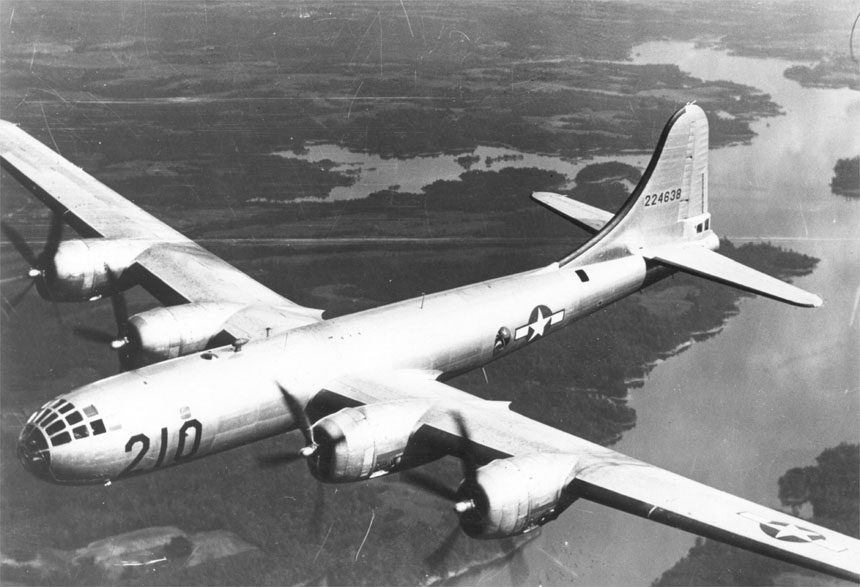
美國陸軍航空軍二戰末期裝備的B-29轟炸機，該機曾在廣島和長崎分別投下一枚原子彈

根据美军在二战时期对德、日执行战略轰炸时普遍採用的B-17、B-29等旧式轰炸机，在實戰環境下存在著航程不足、飞行升限较低，对前线机场的依赖过高、容易遭受敌方防空火炮甚至新式地对空导弹的打击（纳粹德国在二战末期研发出世界第一种用于实战的防空导弹——「莱茵女儿」）等種種問題，美国军方认为有必要研发巡航速度更快、升限更高以及作战半径更长的战略轰炸机以配合新时代洲际战略轰炸的需求。
1945年11月19日，美国空军装备司令部（AMC）提出了该新型战略轰炸机的要求技术特性：“能够在不依赖其他国家控制的高级和中级基地的情况下进行战略任务”。该战略轰炸机可搭载五名以上炮手和六名换防人员，设计巡航高度3万4,000英尺（10,400米），巡航速度300英里每小时（260节，480公里/小时），作战半径5,000英里（4,300海里，8,000公里）。 1946年2月13日，美国空军向波音公司，团结飞机公司和格伦·L·马丁公司提交了这些规格的招标邀请。

#### 弃用的Model 462方案
次年2月13日，美国陆军航空軍开始对新一代战略轰炸机研发进行招标。波音、马丁和统一伏尔梯（康维尔公司前身）三间美国航空工业巨头分别提交了各自的设计参数和成本报价。其中，波音公司命名为Model 462的方案表观上类似于B-29，只不过新飞机的体积比B-29要放大许多。气动布局采用旧式的平直上单翼，翼展221英尺，面积3,250平方英尺，圆截面直筒形机身长161英尺2英寸，重360,000磅，飞机四个主起落架独立地收藏在设在机腹内侧的四个引擎舱，属于常规前三点式起落架布局的一种变形。动力配置方面，由于在當時的技術條件下，渦輪噴射發動機油耗极高，在续航时间上难以满足军方，故最终被设计者弃用。Model 462使用6台莱特XT35“台风”渦輪螺旋槳噴射發動機，单台输出功率5,500马力（4,100千瓦），6片螺旋桨叶片。由于Model 462采用和苏联图-95“熊”式战略轰炸机相似的渦輪螺旋槳噴射發動機，因此最初代的XB-52（与军方订立合同后的正式编号）与现在我们看到使用无外露桨叶渦扇發動機的B-52，简直彷若两机。

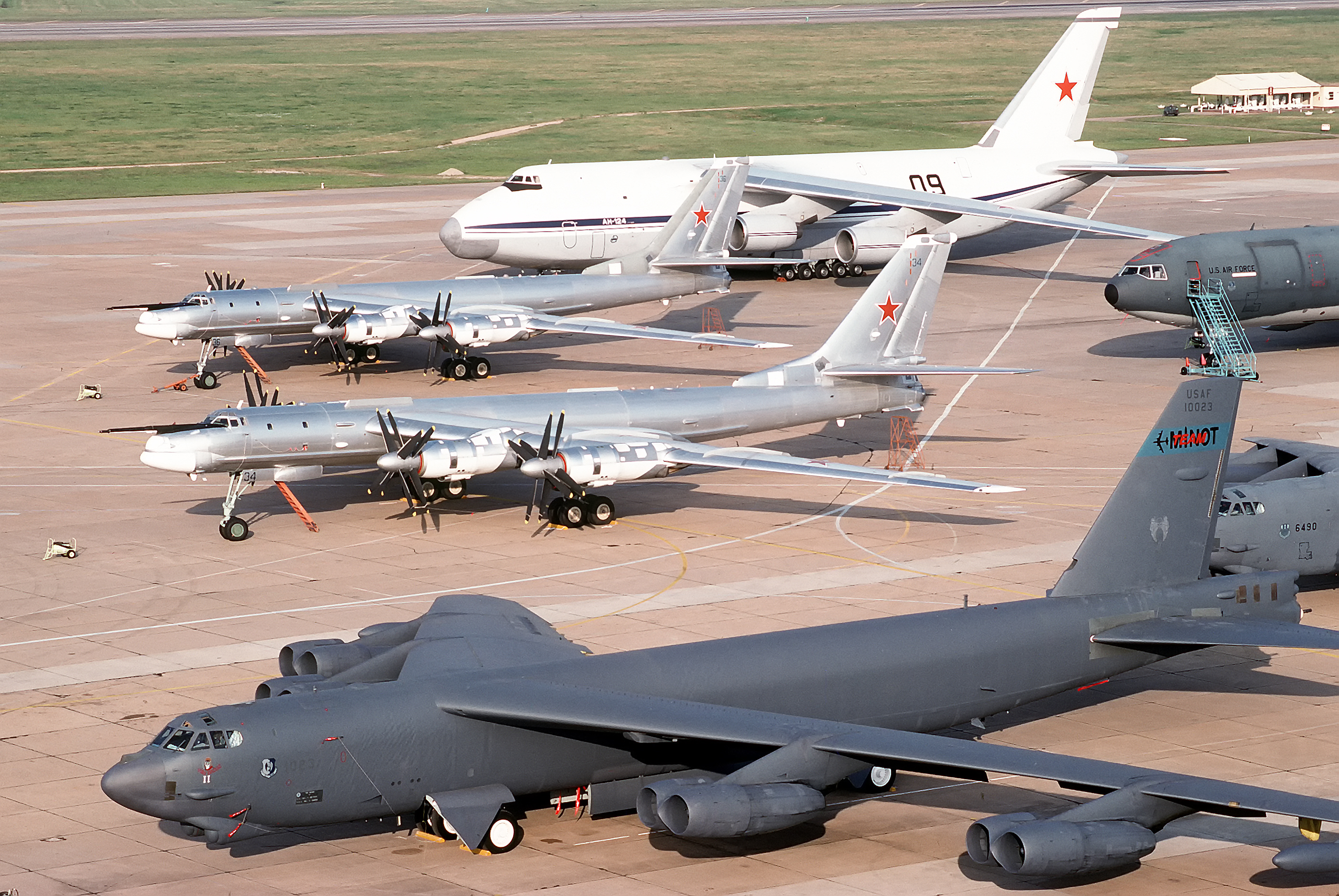
B-52（前）和Tu-95（中）、An-124（後）在美國路易斯安那州巴克斯代爾空軍基地的機坪並列，攝於1992年5月1日

尽管Model 462航程甚短，机体也未进行任何测试。美国军方还是于1946年6月5日宣布了招标结果：波音的Model 462方案赢得合同，并在当月中旬得到了军方XB-52的试验机型编号。7月28日，波音进一步得到了建造1：1机体模型的书面合同，以及需要提供早期阶段的工程设计和测试数据。不过，时间只过了三个月，美国陆军航空队对XB-52的发展前途愈来愈感到忧虑：Model 462的性能和其前辈B-36相比，不能明确找到技术优势，而且改进空间有限。时任航空軍参谋长助理厄尔·帕特里奇少将（Earle E. Partridge）曾经直接了当地向军方指出，和预定的技术开发标准对比，Model 462完全不合格。

#### Model 464救亡方案
面对軍方的指责，波音总设计师爱德华·威尔斯（Edwards Wells）领导研发小组唯有推倒重來，提出了一個全新的Model 464方案。新設計比Model 462小得多，只採用4台XT35渦槳引擎，全重下降至230,000磅。對於這一全新的設計方案，陸航工程处长劳伦斯·克雷吉少将（Maj. Gen. Laurence Craigie）對此深表歡迎。然而，直到1946年11月，负责研发工作的航空軍副参谋长柯蒂斯·李梅将军對Model 464仍不滿意，他認為正式投入量產和實戰的B-52应拥有長航程和高巡航速度兩項技術優勢。
Model 464讓B-52转向四发布局，陸航遂將技術指标修改為航程12,000英里，巡航速度400英里/小时，能够執行投擲核武器轟炸任務。為此波音提出了两個方案：Model 464-16和Model 464-17。464-16专门执行核轰炸任务，载弹量必須減至10,000磅时才能滿足较長的航程；464-17主要執行常规轟炸任务，波音設計團隊對該設計進行了一些提升，這包括能够在有限的航程上携带較多（90,000磅）的常規弹药。
以上兩個方案均通过外挂大型副油箱以達到增加航程的目的，并显著提高了T35-5的动力输出。新方案較Model 426更大、更重。全機重約400,000磅，翼展205英尺，机翼面积3,000平方英尺，机长156英尺。35,000英尺高空的極速大約为440英里/小时。
陸航不能夠同時採用這兩款設計，權衡之後选择了常规轟炸型464-17。除航程還是不足外，此方案基本符合軍方需求。然而不幸的是，克雷吉将军坚决反对该方案，认为飛機設計理念未能擺脫B-29的影子，很可能在和蘇聯的競爭中落後（當時蘇聯已積極研發Mya-4噴氣式戰略轟炸機）。就連對B-52最為支持的李梅将军，也對对464-17方案的機體尺寸和造價不甚滿意，並表態将采购数目壓縮到100架。在四面楚歌的環境下，464-17被再度搁置，B-52計劃似乎就此流產。幸好最後在李梅将军力争下，波音設計團隊得到了暫緩計劃半年的「宽限期」。
波音在1947年初完成了新一輪设计，最终提出了Model 464-29。新方案同样配备4台XT35渦槳引擎，但在氣動佈局上采用先前未有採用的20度后掠翼，加高了垂直尾翼。機載武器方面除了保留一个尾炮塔外取消全部自衛武器。新機體翼展205英尺，重400,000磅，最高速度为445英里/小时。在動力配置方面，波音最后确定搭载4台普拉特-惠特尼XT57涡桨引擎。

#### 流產危機

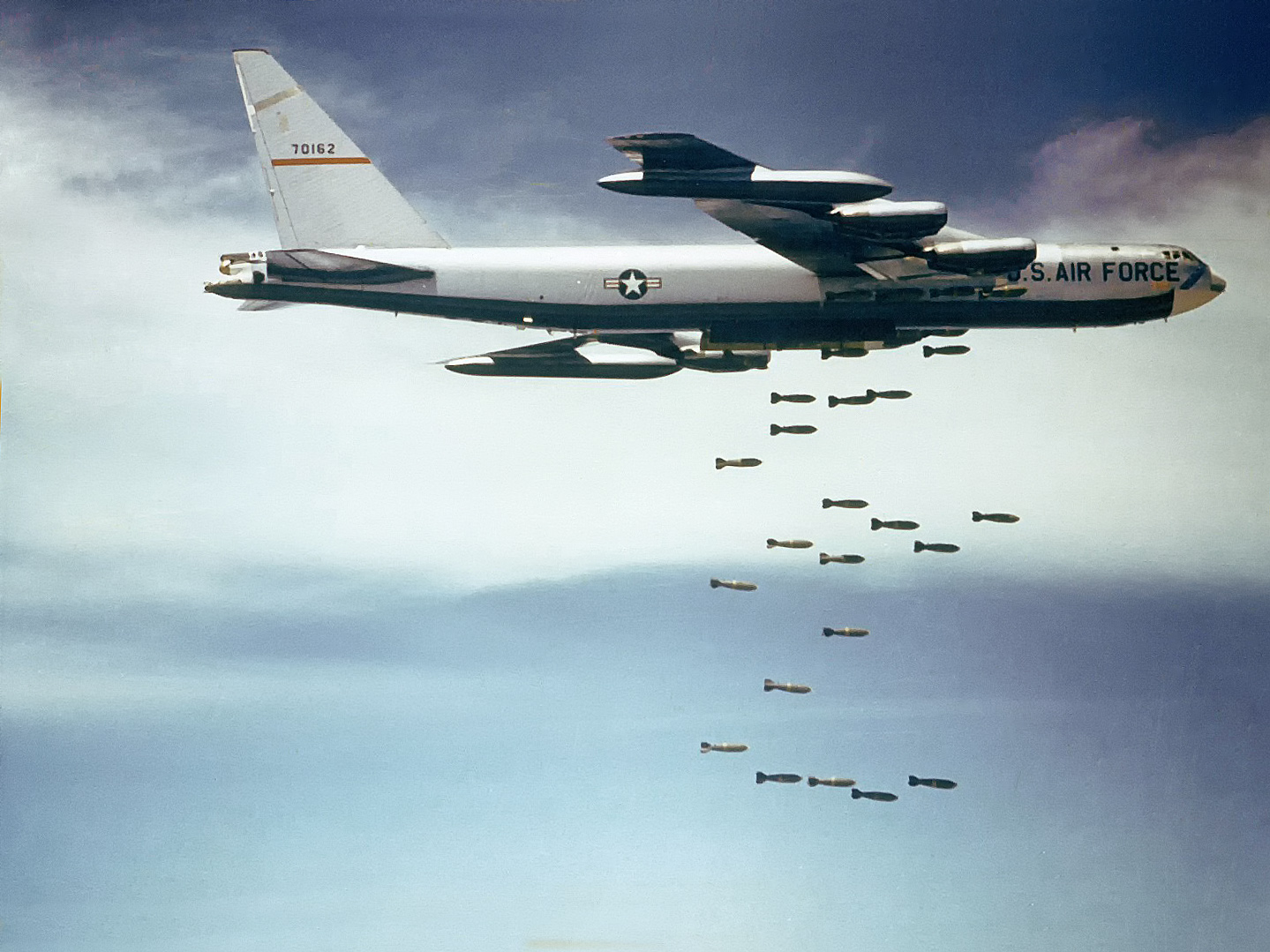
投彈的B-52

隨著美蘇冷戰日益激化，未來兩大集團爆發核戰的可能性不斷增大。於1947年新成立的美國空军为尋求投擲核武器的理想方式，专门建立了重型轰炸委员会（Heavy Bombardment Committee，HBC）来研究解决方案，结果分析認為核武載機的航速和最大升限這兩項技術因素在執行核轟炸任務時最為關鍵。1947年12月8日，HBC要求新開發的戰略核子轰炸机在航程和巡航速度方面必須达到最少8,000英里和550英里/小时。而当时B-52最好的設計方案在速度方面只能達到可憐的450英里/小时。由1947年年尾到翌年年初，波音的B-52發展計劃完全看不到達標的可能，新指标正式下达後不出一個禮拜，空軍已经准备和波音取消研發合同了。在合約危機之下，波音董事长威廉·艾伦（William Allen）賣力遊說時任空军部长斯图亚特·赛明顿（Stuart Symington）收回成命，並保證設計團隊有能力拿出其他可行方案（如诺斯罗普YB-49）。赛明顿同意了艾伦不撤銷合約，B-52再度從被腰斬的邊緣挽救回來。
驚魂未定的波音設計團隊馬上進行緊張的性能提升工作，1948年1月推出的Model 464-35方案，機體翼展縮短至185英尺（56.39米），翼面积減少至2 ,600平方英尺，機长131英尺4英寸，動力則採用T35-W-3引擎（配备共轴反转螺旋桨）。。Model 464-35可能借鑒了B-47自行车式起落架设计，機腹纵置了四組著陸輪，每組由兩個獨立的輪胎並聯而成，翼下的支撑轮为双轮式，起飛時收入外侧发动机的輪艙内。設計團隊絞盡腦汁對機體進行减重后，全重减至280,000磅。41,000英尺上空的最大速度估计为500英里/小时，最大航程为11,635英里。Model 464-35的性能指標終於縮短了與軍方要求的距離。波音公司于4月向軍方提交了整份第二阶段设计方案，研发和测试两架基于464-35方案的XB-52試驗機。軍方雖然仍不滿意該機的性能，但第一次柏林封鎖危机使美軍蒙受來自蘇聯威脅的龐大压力，遂认可了这一方案。

#### 漸入佳境：Model 464-49方案
B-52專案自此可謂漸入佳境，1948年5月，美國空軍要求波音研究B-52改用渦輪噴氣发动机（渦噴引擎）的可行性。空军一直都对远程喷气式轟炸機深具興趣，不過基於當時的技術條件，渦噴引擎極高的燃料消耗只會大大縮短轟炸機的航程。對於軍方的提問，波音于7月底推出了Model 464-40方案。464-40同464-35类似，不過動力系統就采用翼下吊舱内的8台西屋XJ40-13-12涡喷引擎，机身截面也进行了微調。新機型全重280,000磅，翼展185英尺，机长130英尺9英寸。單從理論上來看，Model 464-40在高空高速方面优于Model 464-35  ——前者在47,000英尺高空的最大速度可達507英里/小时。
464-40提交后，美國空军新型轟炸機專案的負責人對此表示歡迎。但由于軍方還是顧慮渦噴引擎極高的燃料消耗，依旧指示波音繼續以XT-35渦槳引擎為動力的Model 464-35方案作为两架XB-52 試驗機的生產藍本。负责装备工作的副参谋长霍华德·克雷格将军（Gen. Howard Craig）对喷气动力的B-52并不十分热心，他認為重型飛機无法直接跳过涡桨阶段而直接進入噴射動力階段。
但两个月後這種說法就被推翻了，1948年10月21日，包括乔治·施瑞尔（George Schairer）、范霍恩·布卢姆泰尔（Vaughn Blumenthal）和亚特·卡尔森（Art Carlsen）在内的波音设计團隊成員前往莱特-帕特森空军基地（Wright-Patterson AFB），同空军官员就B-52的動力配置交换意见，莱特航空发展中心的亨利·瓦登上校（Col. Henry Warden）明确告诉他们，涡桨设计将被涡喷设计替代时。聽到這個指示，全體研發小組的成員都十分愕然，好奇軍方為何這麼快就轉變了看法。瓦登认为涡桨引擎无论在技術性能还是可靠性方面都有缺陷，而他本人則積極推薦由普拉特-惠特尼（普惠公司）研發的JT3（J57）喷气发动机作为B-52的动力。值得注意的是，JT3 (J57)本身就是10,000马力的T45涡桨引擎的喷气衍生型。
其時，普惠在喷气发动机领域並無研發優勢，舊式氣冷活塞发动机才是公司的尖端产品，普惠第一个成功的喷气发动机是PT2，它逐渐演化为成功的T34涡桨引擎。直到1947年，普惠获得了一份開發10,000马力的PT4（T45）涡轮螺旋桨发动机的合同，一旦軍方主張的噴氣引擎研发失败，PT4（T45）渦槳引擎将作为B-52的候補动力設備。PT4具有13级双轴流压气机，並且可以輕鬆地改裝成纯粹的涡喷引擎，如果屆時必須要這樣做的話。
经过10月21日（星期四）與軍方人員的會談，波音小组于次日早晨告知瓦登上校，他们可以在星期一之前完成新的設計方案。為了達成諾言，研發小組甚至不敢放棄週末的寶貴時光，在下榻的旅館通宵加班工作。在参考了一种使用4台西屋XJ40 涡喷发动机的中型轰炸机设计后，小組最後如期提交了又一份新的Model 464-49方案。它配备8台J57渦輪噴氣發動機，布局则和Model 464-40一样。翼展保持原有長度，但后掠角增大至35度。机翼面积擴大了1,400平方英尺，达到4,000平方英尺（371.6平方米），這個翼面積超過先前所有的設計方案，並具備顯著的下反角，機身全重估算为330,000磅。Model 464-49在46,500英尺高空的最大速度約莫为565英里/小时，能夠攜帶10,000磅炸彈作半徑為3,550英里左右的戰鬥巡航。
波音小组同時分析认为，使用喷气引擎取代螺旋槳引擎，可以一次性解決空气动力学和操控繁瑣等一系列以往頗為頭痛的技術缺陷，并且大幅提高B-52的航速，使其在速度方面可以大幅超越以螺旋槳引擎為动力的現役的B-36。当时的主流观点认为，螺旋桨飞机的速度极限在470英里/小时即760公里/小时，若再增加发动机转速，螺旋桨尖将超过音速，引发音爆波及桨叶的气动及强度一系列问题。高速战斗机如P-51的特制试验机可接近这个极限，大型轰炸机B-36紧随其后可达到440英里/小时即710公里/小时“top speed”。要超过这个限制必须采用喷气发动机的反冲推进方式，螺旋桨发动机不论由涡轮还是活塞提供轴动力都无法超越之。自星期一早晨波音小组向空军递交了Model 464-49方案後，瓦登上校當下就決定採納這個新方案。稍後，波音中止了早先已近完成的Model 464-35（渦槳方案）全部研发工作。

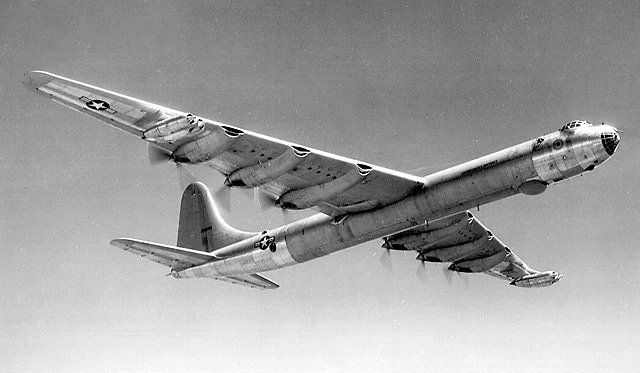
B-36「和平保衛者」，使用六具推進式活塞式螺旋槳引擎

这也导致对后来出现的對手蘇軍的Tu-95（1950年开始设计，1952年首飞，1956年服役出现在公众面前）速度的误判，当时估計其極速為400哩／時，实际圖-95采用特别的1万2千马力涡桨发动机和大直径对转双桨达到了525英里/小时，且比涡喷燃效更高有更远的航程，直到1961年B-52开始在新造飞机上将J-57涡喷引擎更换为燃效更高的TF33涡轮风扇引擎，并以此避免了J-57引擎在起飞时喷出的浓厚黑烟，在其后又陆续替换了已造飞机的引擎。

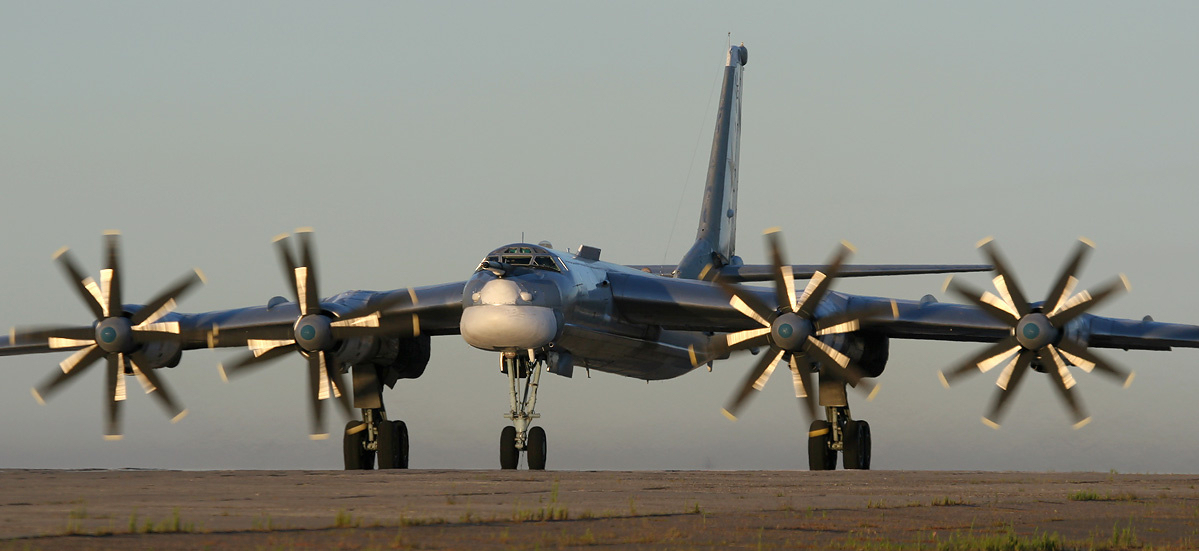
蘇聯研發的圖-95轟炸機，使用B-52後來放棄的渦輪螺旋槳發動機达到了接近的性能

#### 最終定案——Model 464-67方案
1949年4月26至29日，后掠翼涡喷动力的XB-52模型接受审查。由于J57渦噴引擎在当时只能滿足2,700 海里的作战半径，空军在航程方面對該模型仍有所保留。空軍采购和生产计划主任奥里弗·库克将军（Gen. Orville Cook）对航程則非常不满，提出重新審視整个计划，甚至要求安排其他方案參與竞争。不過，一向維護波音計劃的李梅将军力挺B-52，他认为只要能夠發展更強大的引擎，航程等問題就可迎刃而解。

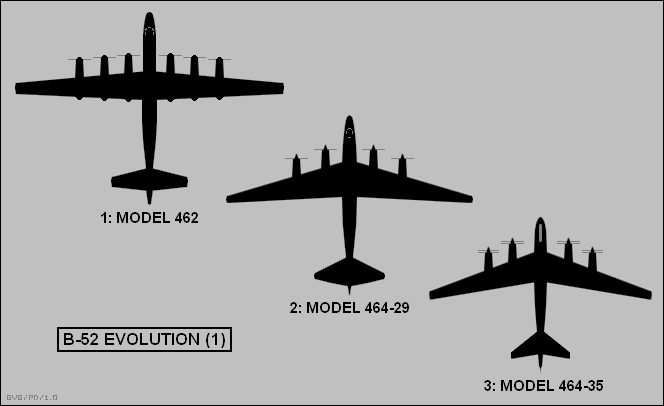
由Model 462（1946年）到464–35设计方案的变化（1948年）。第一款设计使用六具渦輪螺旋槳噴射發動機，无后掠置身机翼布局。其余两款使用四具渦輪螺旋槳噴射發動機，机翼分别为无后掠梯形机翼和后掠梯形机翼。

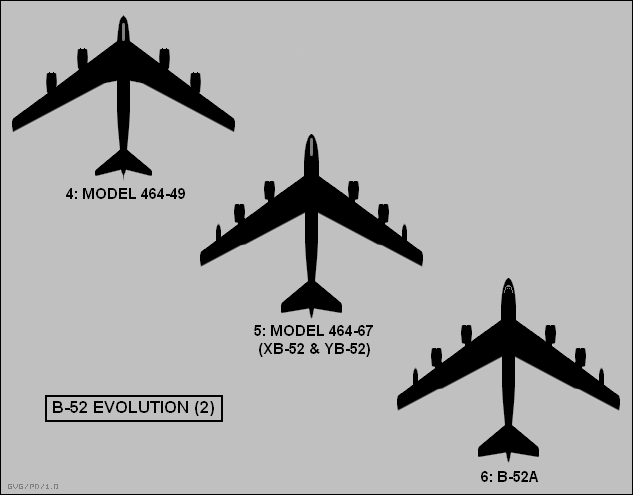
由Model 464-49（1949年）到量产型B-52A（1952年）的变化示意图。三款大致相同的B-52早期方案，相异之处只是稍有不同的机身形状和外挂油箱的位置。

波音團隊也十分明白航程不足将直接影響B-52專案的發展潛力，並開始把力量針對在提升航程問題上。經過艱苦的分析研究，波音最後推出了一个在整個B-52發展歷程中最具決定性的設計方案——Model 464-67方案。根據新的方案，機體全重調整为390,000磅，作战半径預計有3,500英里。机身加长到152英尺8英寸，尾段的脊线被拉直，燃料儲存空间得到增大。根据风洞實驗重新设计了机翼，下反角有所减小，并且加厚翼根部位，使得机翼也能夠储存燃料，同時令外翼段承受的应力减小，所承受的结构重量得以降低。外侧襟翼上增设了扰流板，同时将外翼段副翼移到了内外两段襟翼之间。平尾改为全动式，后缘带有配平片。发动机短舱懸吊臂的长度也稍微缩短。464-67得到戰略空軍司令部（Strategic Air Command，SAC）一些官员青睞，當中包括長期支持B-52的李梅将军。
1950年1月26日，根據库克将军的要求，空军召开了会议審視B-52的未来。其他各式代替方案也被提交到會議上，包括：道格拉斯的新方案、共和与费尔柴德滑轨升空的飞翼方案、康维尔的YB-60（B-36的喷气动力后掠翼版本）、兰德公司的涡桨机型、两种基于B-47的新设计（B-47Z），加上几种火箭飞机。尽管與會者對新型轟炸機最終的發展共識未能達成，李梅将军还是堅持繼續將波音公司的B-52作为SAC战略轰炸机的最佳解决方案。
1950年2月，李梅将军在空军参谋部要求资深官员会议批准使用Model 464-67替代Model 464-49。1950年3月24日，会议核准了這一決定，但沒有做出批准投产的承諾。延至1951年，美國空軍终於承諾由波音生產B-52戰略轟炸機。此时，美軍和其盟友正在朝鮮戰場和朝鮮人民軍及中國人民志願軍在38線範圍展開激烈戰鬥。雖然蘇聯沒有直接參戰，但冷戰兩大陣營的关系仍轉趨惡化。鑑於國際最新形勢發展，李梅将军坚决赞成用B-52完成战略轰炸机部队的更新換代。1951年1月9日，美国空军参谋长霍伊特·范登堡将军正式批准用B-52取代B-36，並於2月14日签署了第一份量产合約，要求波音飛機公司生产首批13架B-52A型戰略轟炸機（生產序号52-0001/0013）。

### 原型机

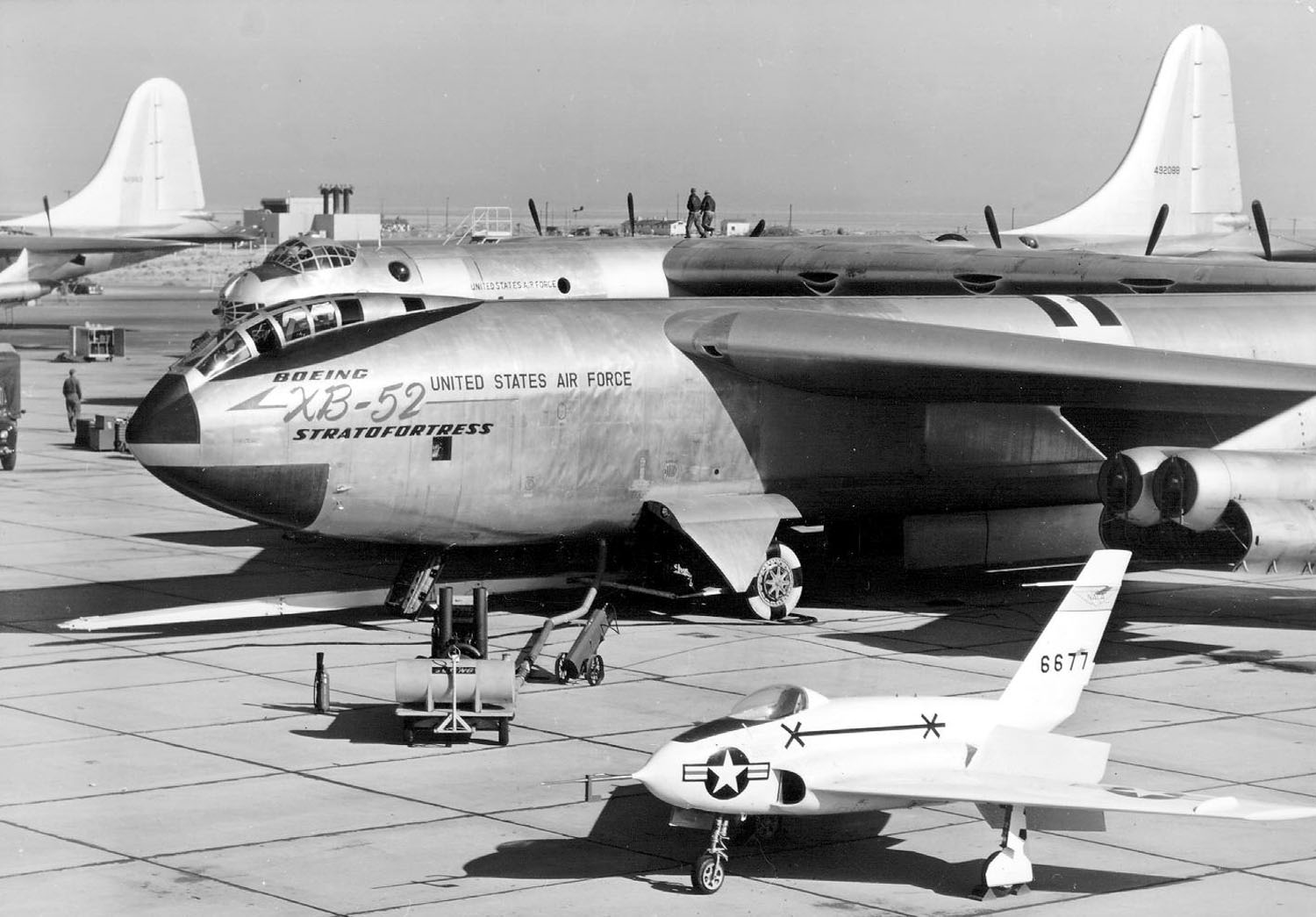
一架停泊在机场上的XB-52原型机，留意较为尖削的机头，座舱采用的是纵列式布局

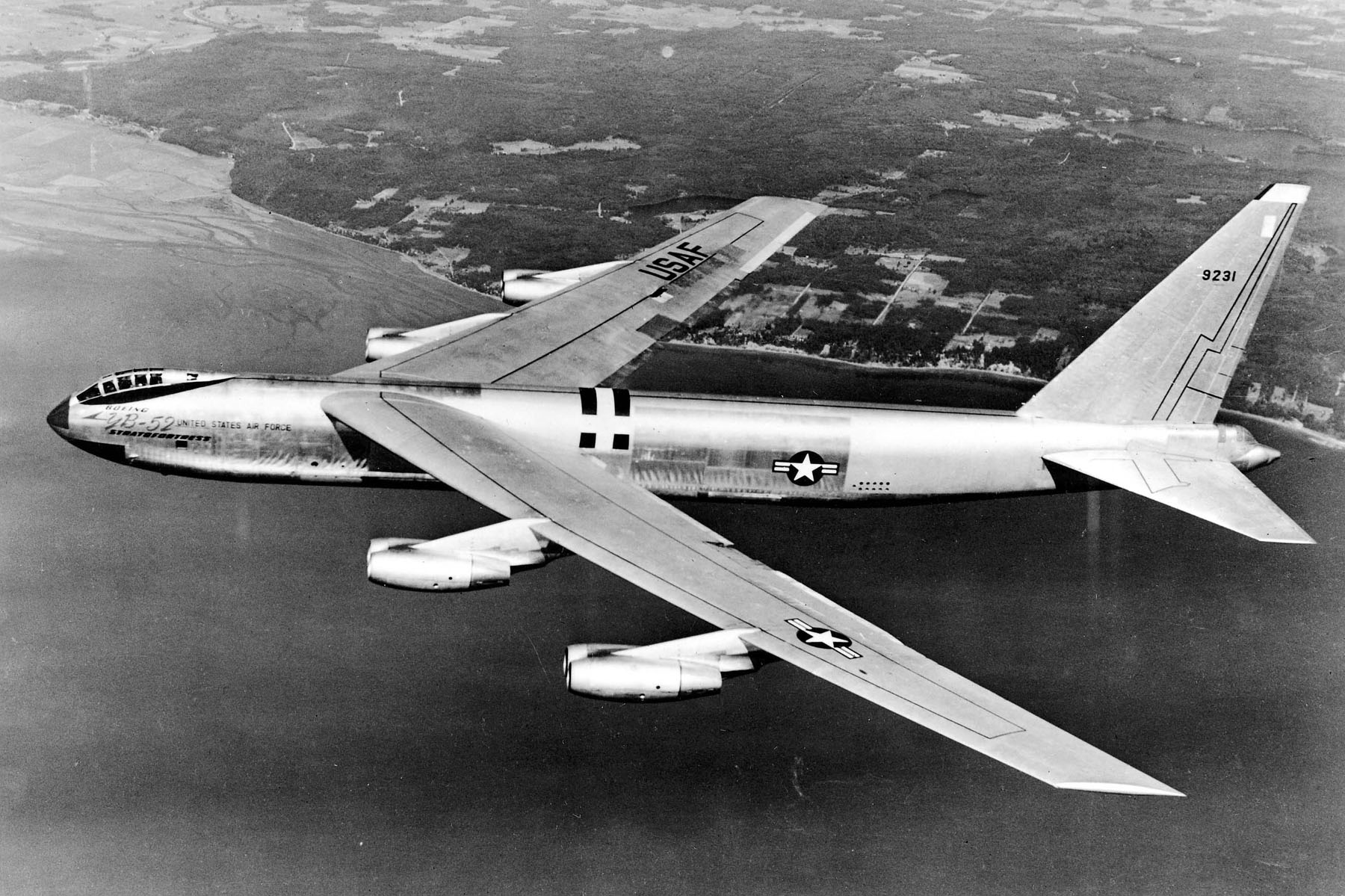
XB52使用纵列式座舱，图中可见气泡状座舱盖。B-52采用大展弦比后掠上单翼、低平尾、单垂尾、翼下成对吊装8台喷气发动机的布局和先前一款美军战略轰炸机B-47近似

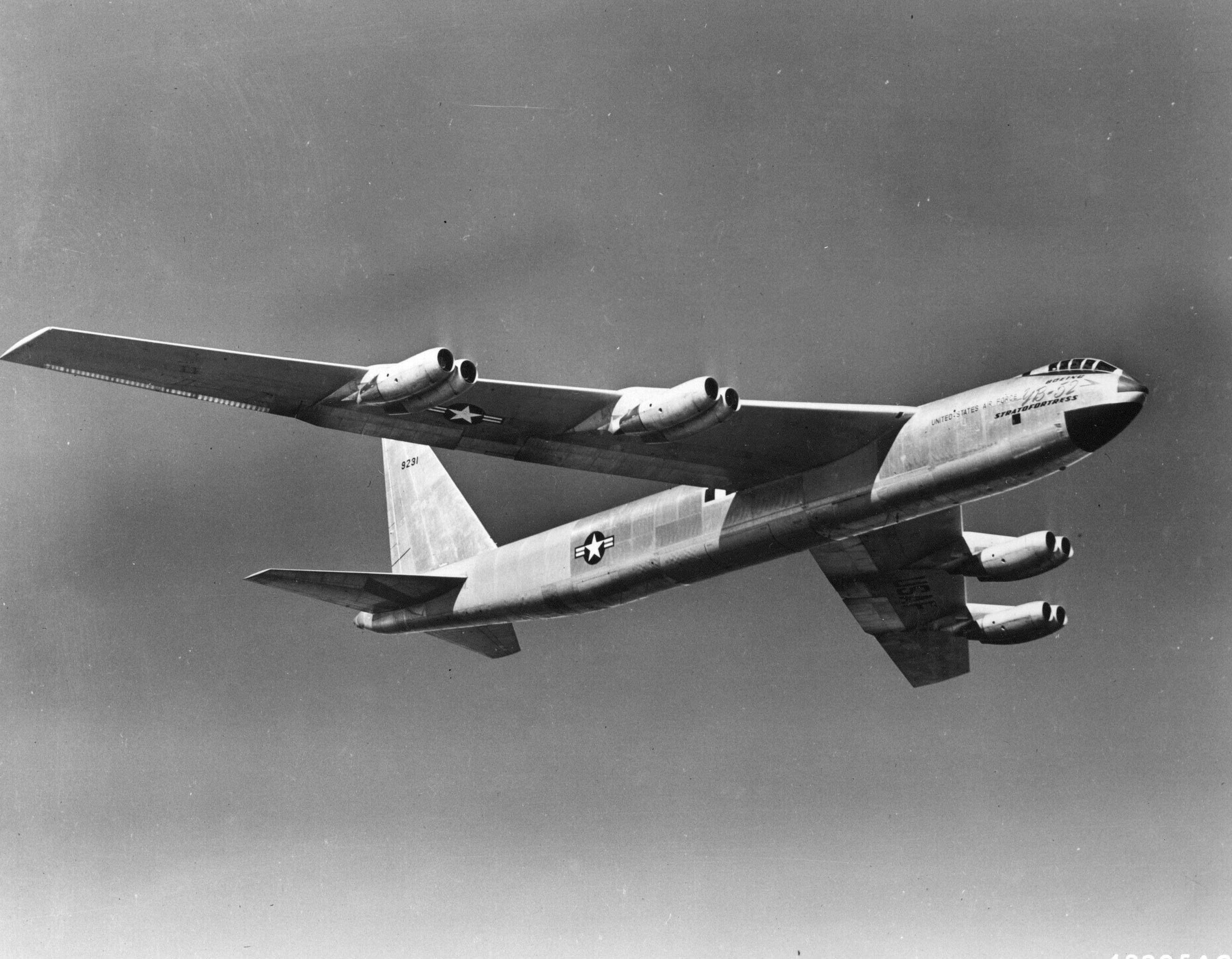
YB-52

1951年11月，第一架原型机（代号XB-52）出厂，它首先進行了一系列的地面测试和检验。然而測試時，該機的引气系统管道在全压测试中的爆裂严重损坏了机翼后缘，不得不回厂修理，結果XB-52在近一年的时间里都沒法升空飛行。1952年10月2日，XB-52才终于完成了两个多小时的首飞，试飞时安装8台YJ57-P-1涡轮喷气发动机，总重176000千克，单台推力38.7千牛（3950千克），原型机最大速度966公里/小时，有效载重约4500千克，航程11265公里。XB-52只生产了一架。
YB-52是第二架原型机，布局近似XB-52，不过机载设备有所改变，只制造了一架，于1952年10月试飞，由於XB-52的試飛出現挫折，後出廠的YB-52比前者竟還要提前進行試飛。第二次試飛滞空2小时15分钟，最后在附近的拉森空军基地着陆（Larson AFB）。雖然仍存在一些不可忽視的故障，如起落架回收問題、液氧系统缺陷、引擎油阀泄漏等，但試飛員约翰斯顿还是对飞机赞誉有加，称它「好得令人受不了」（a hell of a good airplane）。XB-52和YB-52计划使用的对地攻击武器是1枚核弹或总重4500千克的普通航空炸弹。按照美军编号标准，X是试验机的代码，而Y则是评估机的代码，但後續事實表明，這兩架編號不同的原型機結果都是執行着相同的驗證任務。
和后来正式定型量产的B-52各型号不同的是，XB/YB-52的座舱并不是大型飞机常用的并列式布局（即正副机师并排分坐驾驶室左右侧，而后方则为飞行工程师或投弹操作员的座舱布局），而是采用更接近战斗机座舱的纵列式布局（前方为驾驶员，后方为投弹操作员或飞行工程师，布局类似F14舰载机或F15-E双座战斗轰炸机）。波音的飞机设计师原本期望通过这种设计减少机头面积，降低飞行阻力，从而提高巡航速度和机动性能。不过，美国军方对于这款设计却不甚满意。李梅将军如此说道：「你们设计了一款極好的飞机，阿伦（即其時波音的首席執行官威廉·阿倫（William M. Allen））。如果你能够把座舱改回并列式的话，我就会买下几架。」（You have a hell of an airplane, Allen. As soon as you put a side-by-side cockpit on it, I'll buy some.）。
在军方的要求下，波音公司其后把座舱改为现今所见到的并列式，并将B-52投入量产。

### 交付與停產
1954年3月18日，第一架B-52A（52-0001号机）在西雅图波音廠房完成組裝，當天波音举行了盛大出厂仪式，数千人獲邀出席。1953年6月30日時任空军总参谋长的内森·特维宁将军（Gen. Nathan Twining）在空軍接受首架B-52時發表講詞表示：「來福槍曾是过去那个时代的伟大武器，……B-52就是今天这个航空时代里的來福槍。」。特维宁强调美軍對巨型喷气式戰略轟炸機技術的掌握，特別是B-52充分具備对任何敵方纵深戰線進行毁灭性打击，對蘇聯華約集團和其他美國潛在的敵人來說是一種有力的威慑。美國空軍在6月份接收了52-0001号机，但並沒有立即進行試飛或投入現役而是將其送返原廠用于進一步飛行測試，該机最後于1954年8月5日完成了首飞，比預算延遲了14个月。同樣地，其余两架B-52A在8、9两月分别被軍方接收後又送還给波音進行調試。在生產了合共3架後B-52A型的生产工作随即宣告结束。所有A型均由波音負責制造。
自1954年首架B-52A出廠，波音公司對各型號B-52維持了12年的生產。直到1962年10月26日，最后一架由位波音設於堪薩斯州威奇托市廠房出廠的B-52H正式交付驻米诺特空軍基地（Minot AFB）的第4136战略轟炸联队。至此，整个B-52「同温层堡垒」的生产至此结束。

### 越南戰爭
越戰時期，美軍大量投入了B-52進行對越共的大規模空襲，代號為「滾雷行動」，並在沿著越南、寮國、柬埔寨三國邊界的「胡志明小徑」實施高密度轟炸。但越共的MiG-21戰鬥機與SA-2防空飛彈令美軍B-52造成一定的損失。

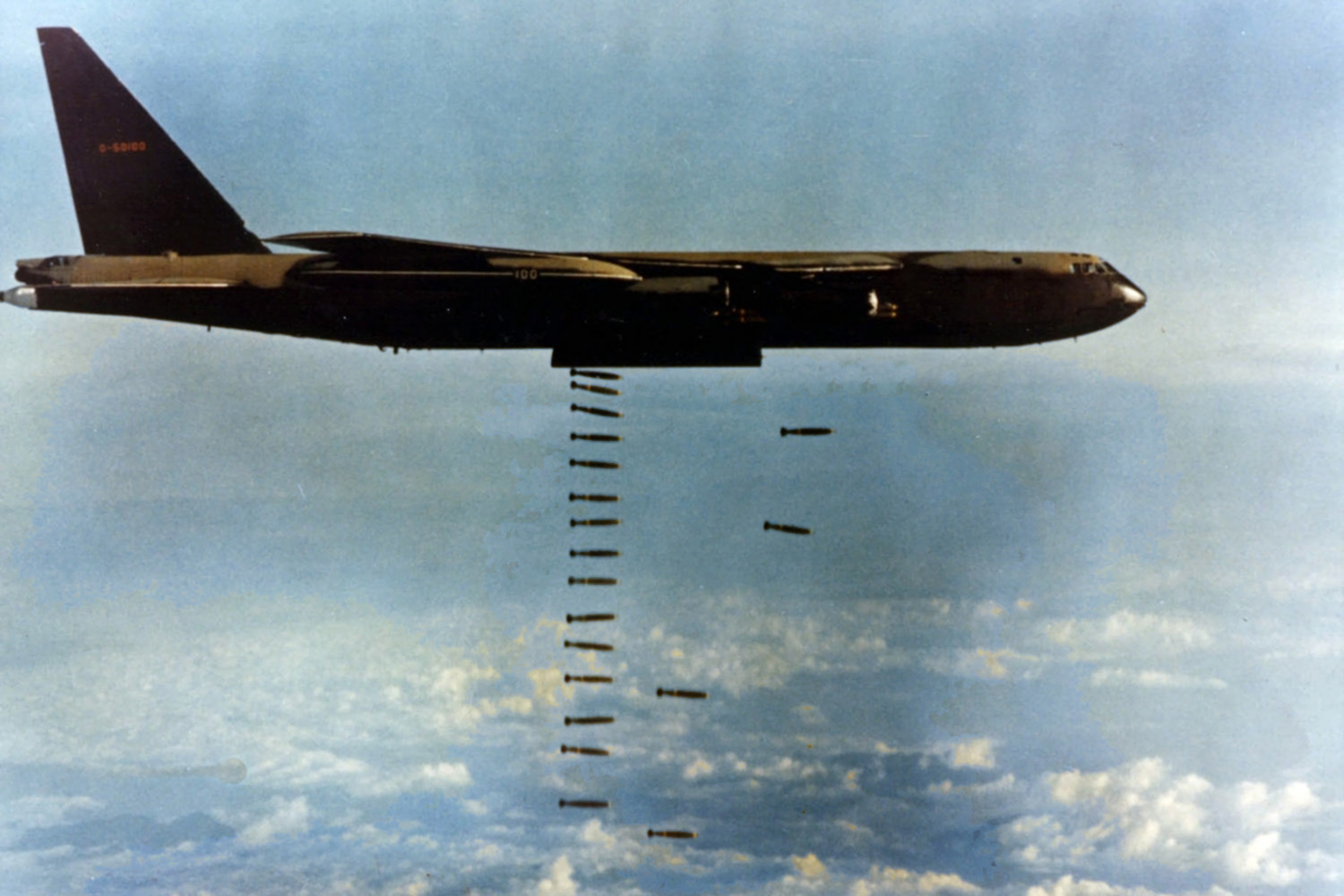
1972年12月29日，編號55-0100的B-52D於北越河內、北江、諒山、海防進行轟炸，代號「後衛II行動」。

1960年代，美國仍然與中華民國有邦交，而美軍B-52以台中清泉崗機場當作中途的補給據點。

### 波斯灣戰爭
美軍B-52機隊從沙烏地阿拉伯發動了對薩達姆軍隊的毀滅性空襲，成功重创了伊拉克军队，伊軍最後被迫無條件投降。

### 科索沃戰爭
駐紮於英國的美軍B-52機隊，與B-2聯合作戰，進行了對塞爾維亞的米洛塞維奇軍隊的空襲行動，迫使米氏投降，並停止在科索沃境內的種族清洗活動。

### 21世紀運用情形
2013年11月23日，中华人民共和国宣布在东海设立防空识别区，覆盖大部份东海海域。美國國防部長稱此為「破壞穩定企圖改變該地區現狀」（destabilising attempt to alter the status quo in the region），白宮方面則稱此為「非必要性刺激行為」（unnecessarily inflammatory）。。11月26日，五角大廈發言人、美國空軍上校史提夫·華倫（Steve Warren）指出，两架B-52远程战略轰炸机在美国东部时间25日下午7时（北京时间26日上午8点）“在釣魚臺列嶼区域进行活动”（conducted operations in the area of the Senkakus），並在之後返回关岛基地。美方說明"这两架B-52轰炸机没有武装，只是從事一般的飛行演練"，但又特別指出其在事前並未遵循中方的要求遞交飛行計畫與通訊頻率資訊，在過程中也完全未與中方通訊，显示出明確拒絕遵守中方"強加之規則"。同月27日，中华人民共和国国防部就此事发布《国防部新闻发言人耿雁生就美军机进入我东海防空识别区答记者问》，指出中国人民解放军（对B-52）进行了全程监视、及时识别，判明了美方飞机类别；并且强调，中方依据东海防空识别区航空器识别规则公告，将对在东海防空识别区内的任何航空器的活动进行识别，中方有能力对相关空域实施有效管控。
2018年4月24日，两架B-52H轟炸機出现在南海，距廣東海岸最近處僅250公里。4月27日，美軍证实两架B-52H轟炸機于4月24日從安德森空军基地起飞，在南海與沖繩近海與F-15C戰機一同執行任務，最後再返回關島。美軍同时在聲明中表示，轟炸機持續進駐是為了保持美軍戰備。美軍太平洋司令部從2004年3月起，就持續執行此項任務，一切符合國際法。
2020年4月尾，為了延續B-52的壽命，美國空軍邀請普惠、通用電氣航空及勞斯萊斯為B-52換裝新發動機計劃入標。
2021年9月尾，美國空軍宣布B-52換裝新發動機計劃，勞斯萊斯的F130發動機得標。
2022年10月底，美国正准备在澳大利亚北部部署最多达6架可携带核弹头的B-52轰炸机。
2023年3月20日，兩架B-52H轟炸機飛入波羅的海近俄國領空，俄軍隨即派出Su-35戰鬥機升空攔截。

## 生產型次

### XB-52/YB-52
早期實驗機，座位為戰機式的縱列兩人座，後遭國防部反對而更改。

### B-52A
首架量產型，依然大量使用指針儀表板作為操控。

### B-52C
只有35架，除了採用較大的翼下副油箱以外，其他外觀與B-52B相同。

### B-52D
結構延壽和航程增加，並可相容掛載多種新導彈、偵察莢艙。

### B-52E
全面換裝現代航電設備，AN/ASB-4轟炸雷達和多普勒雷達等。

### B-52F
換裝J57-P-43W大功率引擎，以及新設計的高容量炸彈架。

### B-52G
重大改進型，機體減輕、可空射巡弋飛彈、全電腦化、新型光電紅外線掃描系統。

### B-52H

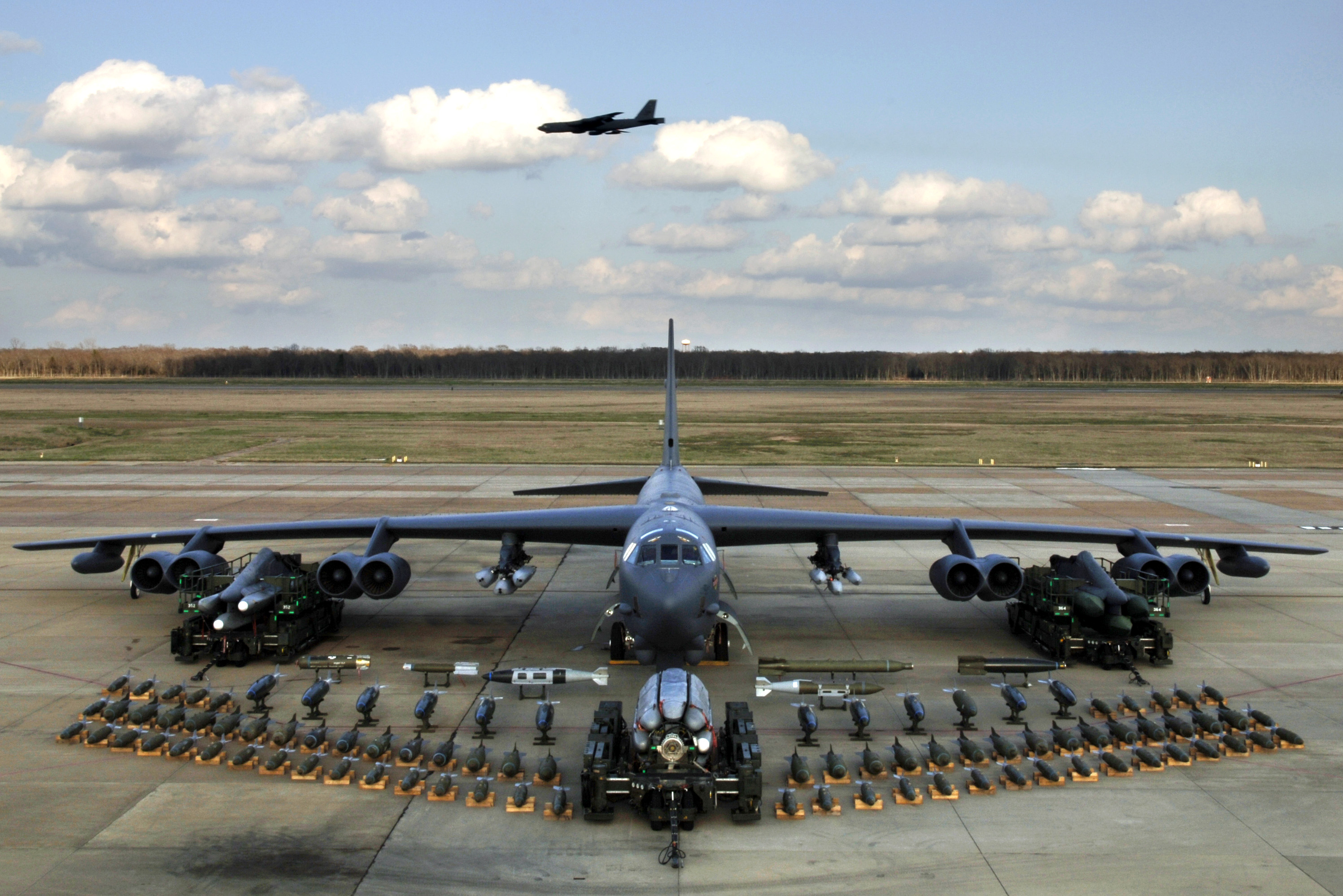
B-52H最終型號一次可以搭載大量武裝

為B-52最新型號，於1961年5月9日投入服役，共有96架，結構與組員組成與B-52G相同，但將J-57更換為TF-33渦扇發動機，新的發動機不但可以提供更大的推力，並且較J-57更為省油。是故換裝新引擎的B-52H航程加大15%。另外加配防電戰系統和自衛防禦系統，還有衛星連結能力可以攜帶幾乎所有美軍彈械，2006年通過驗證可以使用合成燃油減低燃料成本，此為全球軍機首創。
2017年，波音公司提出了為其重新更換引擎之計畫，而相關計劃於2020年4月起招標。美國空軍一共需要608具發動機，倘若從現行量產版本去搜尋，最有機會中選的有四款：通用電氣（General Electric）的CF34發動機和「護照」型發動機（ General Electric Passport ）、普惠PW800型以及勞斯萊斯（Rolls-Royce）生產的F130發動機(F130即為BR700發動機的軍用版本)。按照公開計畫案的期望，美軍希望更新發動機後，B-52轟炸機最大航程能提升約4成。

### B-52J
2021年9月，美國空軍宣布與勞斯萊斯簽訂B-52H同溫層堡壘轟炸機引擎更換合約，預算26億432萬9361美元，屆時將有76架B-52H裝上新發動機，並持續服役到2050年。合約中包括608具勞斯萊斯F130發動機（每架8具發動機）以及備用發動機、相關工程支持等等，用以替換普惠TF33-PW-103。換裝目前海軍F/A-18E/F「超級大黃蜂」戰機的APG-79主動電子掃描陣列（AESA）雷達，加裝APG-79將成為B-52「最讓人驚豔的升級」，因為其具備先進偵測能力，讓B-52能更加有效識別與打擊目標，但鑑於其主要目標都在地面或海面上，APG-79將採「倒置方式」，加強俯視偵搜能力，但這也代表將修改雷達冷卻器的配置方式。配備新雷達的B-52預計2025年開始飛測，首批6架升級版本最快2027年可達「初始作戰能力」（IOC），而完成兩階段升級後的B-52，將被稱為B-52J。。

## 成本比較
所有早期成本已經依2006年物價調整成現代物價，單位：美元
|                    | X/YB-52 | B-52A      | B-52B      | B-52C     | B-52D     | B-52E     | B-52F     | B-52G     | B-52H     |
| ------------------ | ------- | ---------- | ---------- | --------- | --------- | --------- | --------- | --------- | --------- |
| 分攤研究成本       | 1億     |            |            |           |           |           |           |           |           |
| 機身成本           |         | 26,433,518 | 11,328,398 | 5,359,017 | 4,654,494 | 3,700,750 | 3,772,247 | 5,351,819 | 6,076,157 |
| 引擎               |         | 2,848,120  | 2,547,472  | 1,513,220 | 1,291,415 | 1,256,516 | 1,787,191 | 1,427,611 | 1,640,373 |
| 航電系統           |         | 50,761     | 61,198     | 71,397    | 68,613    | 54,933    | 60,111    | 66,374    | 61,020    |
| 武器系統           |         | 47,874     | 482,284    | 293,346   | 548,353   | 931,665   | 862,839   | 840,000   | 1,501,422 |
| 內載機砲           |         | 9,193      | 11,520     | 10,983    | 17,928    | 4,626     | 3,016     | 6,809     | 6,804     |
| 合約總單價         |         | 2838萬     | 1443萬     | 724萬     | 658萬     | 594萬     | 648萬     | 769萬     | 928萬     |
| 每飛行一小時維修費 |         |            |            |           |           | 925       | 1,025     | 1,025     | 1,182     |

## 技術資料
技術數據（B-52H）
- 長度：48.5米
- 翼展：56.4米
- 高度：12.4米
- 翼面積：370平方米（4000平方尺）

B-52H

- 翼剖面：NACA 63A219.3 mod root NACA 65A209.5 tip
- 空重：83,250公斤（185,000磅）
- 負載重量：120,000公斤（265,000磅）
- 最大起飛重量：220,000公斤（488,000磅）
- 發動機：8具普惠TF33-P-3/103型渦扇發動機

已缩进行推力：8×17,000磅（76千牛）
- 最大燃油量：181,610L
- 性能數據：（B-52H）
- 最大速度：1,047公里/小時
- 爬升率：6,270尺/分钟（31.85米/秒）
- 實用升限：15,000米（50,000尺）
- 最大航程：16,232公里
- 作戰半徑：7,210公里
- 翼負荷：120磅/平方尺（595公斤/平方米）
- 推重比：0.31
- 成員：5人。包含機師、副機師、雷達導航員（航炸員）、領航員與電子作戰官各一人。

武器裝備（B-52H）
- 機炮：1門20毫米M61A1火神式機炮
- 飛彈：彈艙和翼下可掛AGM-86飛彈（air-Launched Cruise Missile）、AGM-154聯合戰區外武器（Joint Standoff Weapon，JSOW）、AGM-158聯合空對地距外飛彈（Joint Air-to-Surface Standoff Missile，JASSM）、AGM-158C遠程反艦導彈等
- 炸彈： 可掛載約70,000 lb (31,500 kg)武器，Mk 82 500磅低阻力通用炸彈、 Mk 62快速打擊（Quickstrike）水雷、 Mk 65空投水雷、 CBU-87/89/97集束炸彈 、 CBU-103/104/105風偏修正彈藥灑佈器（Wind Corrected Munitions Dispenser，WCMD）、GBU-28、GBU-31聯合直接攻擊彈藥（Joint Direct Attack Munition，JDAM）、GBU-32聯合直接攻擊彈藥、GBU-38聯合直接攻擊彈藥、Mk 84 2,000磅低阻力通用炸彈、GBU-39小直徑炸彈（Small Diameter Bomb，SDB）、GBU-53/B小直徑炸彈、B61戰術核彈、B83核彈等
- 可攜帶常規炸彈或核彈

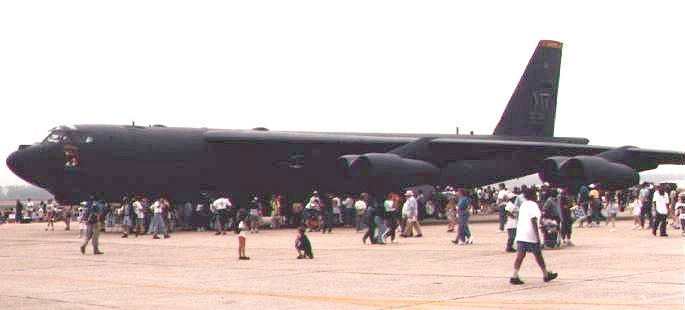
B-52轟炸機
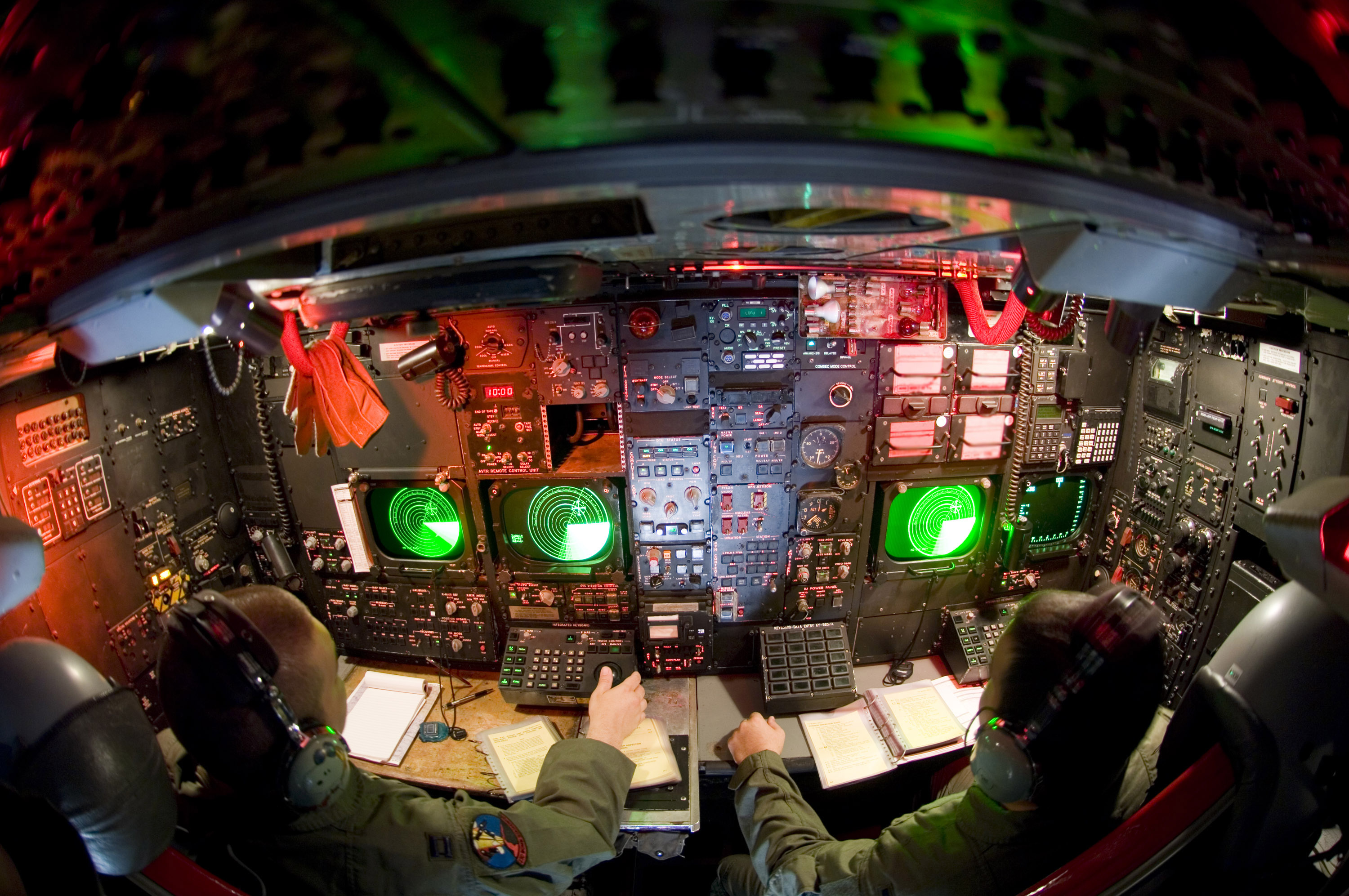
B-52下層甲板的雷達與轟炸系统（左）及導航系统（右）

## 歷年事故和事件
- 1961年B-52同溫層堡壘轟炸機空難

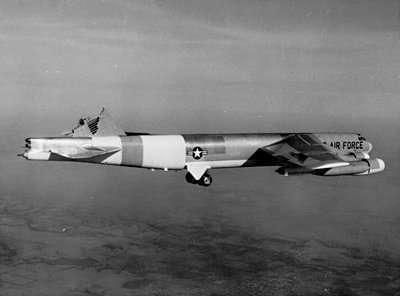
1964年1月10日事故中垂直尾翼受損的B-52戰略轟炸機。

- 1964年1月10日（UTC+10），波音公司向美國空軍租借B-52進行低空飛行測試，爬升至1萬4千呎高空遭遇亂流，在激烈晃動後機上組員發現方向舵沒有反應。經附近的F-100戰鬥機目視確認，發覺垂直尾翼高達80%「消失」。機組員隨即與地面人員聯繫，在「斷尾」情況下盡力維持穩定，最後迫降在阿肯色州布萊斯維爾空軍基地。事件後，所有B-52機隊都進行結構強化，機號61-0023的事故機也修好尾翼、繼續服役了44個年頭。美國空軍為此事件，拍攝「Flight Without a Fin」的教學影片。不過3天後，另一架載運核彈的美軍B-52遭遇冬季風暴，垂直尾翼同樣受損，卻不幸墜毀在賓州。
- 1968年圖勒空軍基地B-52墜毀事件
- 2016年5月19日（UTC+10），關島安德森空軍基地發生一架B-52墜毀，所幸無人傷亡。[15][16]